# Ruhnu
Ruhnu (in lettone Roņu, in svedese Runö, in lituano Ruonių sala, in russo Рухну Rukhnu) è un'isola e un comune rurale dell'Estonia occidentale, nella contea di Saaremaa. Il territorio comunale corrisponde interamente a quello dell'omonima isola del Golfo di Riga, in passato nota come Runö (in svedese e in tedesco). L'isola è anche detta: la perla del Golfo di Riga. Il centro amministrativo è l'omonima località (che in lingua estone si dice Küla), unico luogo abitato dell'isola. Amministrativamente fa parte della contea di Saaremaa.

## Geografia
La superficie complessiva dell´isola è di 11,9 km², per una lunghezza di 5,5 km e larghezza 3,5.  Il luogo più vicino al continente si trova a 37 km di distanza, Kolka in Lettonia. Kuressaare sull'isola di Saaremaa e Pärnu sul continente estone, collegate con l'isola, distano rispettivamente circa 70 e 100 km.

## Trasporti
È attivo nell'isola un aeroporto, che fa capo a quello di Kuressaare, con il quale si mantengono attivi i collegamenti via aerea con la terraferma estone, durante l'inverno. Nei mesi estivi vi sono anche collegamenti via mare (con Pärnu e Kuressaare) attraverso il Porto di Ringsu, che si trova a sud dell'isola.

## Storia
I primi artefatti archeologici di attività umane in Ruhnu, si pensa essere relativi alla caccia stazionale delle foche, intorno al 5000 a.C. Il periodo degli arrivi dei primi insediamenti di popolazioni scandinave in Ruhnu non è conosciuto.
Probabilmente non precede il periodo delle Crociate del nord all'inizio del XIII secolo, quando le genti indigene di tutte le terre intorno al golfo di Riga vennero convertire alla Cristianità e soggiogati all'Ordine teutonico. Il primo documento che cita l'isola Ruhnu, e la sua popolazione svedese, consiste in una missiva del 1341.
Ruhnu è stata sottoposta al Regno di Svezia (1621-1708, formalmente fino al 1721) e successivamente all'Impero russo sino alla prima guerra mondiale, quando venne occupata dall'impero tedesco (1918).
Dopo la guerra, per iniziative locali l'isola torna ad avere popolazione svedese e, nonostante le rivendicazioni territoriali della Lettonia, gli isolani accettano invece di divenire parte della nuova ed indipendente Estonia nel 1919. Secondo un censimento effettuato nel 1934, Ruhnu aveva una popolazione di 282, comprendenti 277 abitanti di etnia svedese e 5 di etnia estone.
Durante la seconda guerra mondiale, Ruhnu, insieme al resto dell'Estonia, venne prima occupata dall'Unione Sovietica (1940–1941) e poi dalla Germania nazista (1941–1944). Nel novembre 1943, un primo gruppo di 75 isolani si trasferiscono in Svezia. Nell'agosto 1944, appena prima dell'inizio della seconda occupazione Sovietica, l'intera rimanente popolazione dell'isola, con l'eccezione di appena due famiglie, ripara via nave in Svezia. 
Durante il periodo dell'occupazione sovietica dopo il 1944, l'isola venne ripopolata con civili estoni ed inoltre venne utilizzata come base di una piccola guarnigione di militari sovietici. Il numero degli abitanti non superò mai le 400 unità, negli anni Settanta, dopo una grave tempesta, larga parte della popolazione dovette essere trasferita sulla terraferma. Attualmente vi risiedono stabilmente circa 70 persone, che aumentano con il turismo, durante i mesi estivi.

## Vita odierna in Ruhnu

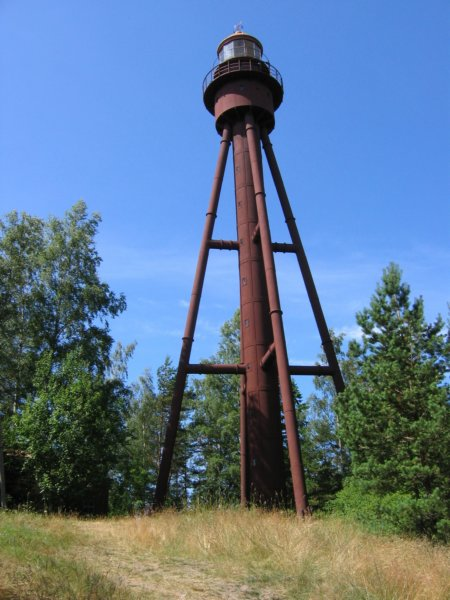
Il faro di Ruhnu, sulla collina di Haubjerre.

Dopo che l'Estonia guadagnò nuovamente la sua indipendenza nel 1991, edifici, terre, ed altre proprietà sull'isola di Ruhnu vennero riconsegnate ai proprietari antecedenti all'occupazione sovietica dell'Estonia, o ai loro discendenti.
Nel caso di Ruhnu, i discendenti sono prevalentemente emigrati e residenti in Svezia, ragion per cui molti dei quali non sono tornati a Ruhnu, anche se occasionalmente visitano la terra dei loro antenati.

## Monumenti e luoghi d'interesse
Raggiungere Ruhnu è possibile attraverso un volo settimanale da Pärnu e Kuressaare in inverno, due volte settimana. In estate, partendo da Parnu o Kuressare anche via mare, con i servizi di traghetto, si arriva al porto di Ringsu, nella zona a sud dell'isola.
- Il faro della Collina di Haubjerre. Nell'isola è presente un faro che si trova nella parte più alta, sulla collina Haubjerre. È stato realizzato in Francia e trasportato a Ruhnu per essere assemblato nel 1877. La struttura è stata disegnata da Gustave Eiffel.
- La chiesa in Legno di Santa Maddalena. La chiesa in legno di Runhu, dedicata a santa Maddalena e costruita nel 1644, è una delle più antiche costruzioni in legno in Estonia.  Lo stile barocco della chiesa con il campanile è stato completato nel 1755. L'interno comprende un altare ed un pulpito completamente in legno del 1755. La collezione di bicchieri e coppe dipinte, originarie della chiesa in legno di Ruhnu, è ora visibile presso il museo di Storia a Stoccolma. La parte in pietra della chiesa è stata costruita nel 1912. Dopo un periodo di abbandono e di degrado durante l'occupazione sovietica, la chiesa è stata riconsacrata nel 1999.
- I tesori botanici. L'isola è pianeggiante ma, nella zona orientale vi sono dune che ospitano una foresta agreste di pini, e una flora con piante particolari anche risalenti a due o tre secoli fa.[1]
- La spiaggia di Limo: balneazione, escursionismo ed attività di benessere. Sono presenti sull'isola diversi hotel, agri-turismo e bed and breakfast. La spiaggia di Limo, nella zona sud-est dell'isola, è una delle più popolari ed accessibili per il turismo, che si anima particolarmente in estate. Qui vi è la possibilità di fare, escursionismo oltre le consuete attività balneari e di benessere concedendosi rilassanti saune nei piccoli e graziosi chalet di legno situati sulla riva del mare.[2]